# Neoleptoneta microps
Neoleptoneta microps là một loài nhện trong họ Leptonetidae.
Loài này thuộc chi Neoleptoneta. Neoleptoneta microps được Willis J. Gertsch miêu tả năm 1974.